# 마스타 미니
마스타 미니는 마스타전기차의 자동차이다.